# Oratorio di Santa Silvia al Celio
L'oratorio di Santa Silvia è una chiesa di Roma, nel rione Celio, in piazza di San Gregorio: esso costituisce uno dei tre oratori del Celio, nei pressi della chiesa di San Gregorio.

## Storia
A differenza degli altri due oratori, Santa Barbara e Sant'Andrea, che sono di origini medievali, quello di santa Silvia, dedicato alla madre di san Gregorio Magno, fu fatto edificare dal cardinale Cesare Baronio nel 1603, in posizione speculare rispetto a quello di Santa Barbara.
La prematura morte del porporato nel 1607 portò alla modifica dei progetti originali, che prevedevano una ricca decorazione delle pareti laterali con figure di santi; l'opera fu portata avanti dal cardinale Scipione Caffarelli-Borghese, tra il 1608 ed il 1609.
Santa Silvia è collocato a destra del complesso dei tre oratori. Con gli altri oratori fu concesso da papa Leone XII nel 1828 al capitolo di Santa Maria Maggiore, a cui ancora oggi compete.

## Descrizione
Sopra la porta d'entrata vi è un timpano in marmo con decorazione a mosaico (XIV secolo).
All'interno, l'oratorio è a pianta rettangolare con parete di fondo absidata. Qui, sopra l'altare, è collocata la statua di Santa Silvia, opera di Nicolas Cordier (1603-04), inserita all'interno di una edicola marmorea composta di due colonne di porfido con capitelli in bronzo e due paraste in alabastro, sovrastati da un timpano.
Il cardinale Scipione Borghese commissionò le altre opere presenti nell'oratorio:
- il soffitto ligneo a cassettoni;
- la decorazione del catino absidale, di Guido Reni, con la Gloria celeste di Santa Silvia con concerto di angeli;
- due finte nicchie ai lati dell'altare, ove sono dipinte le figure del re Davide e del profeta Isaia, opera di Sisto Badalocchio (1608-09).

Abbelliscono l'aula alcune vetrate di Jacopo Bissoni.